# 오야마자키역
오야마자키역(일본어: 大山崎駅, おおやまざきえき)은 일본 교토부 오토쿠니군 오야마자키정에 있는 한큐 전철 교토 본선의 역이다. 역 번호는 HK-75이다.

## 역사
개통 당시 오사카 방향은 다카쓰키초 역(현, 다카쓰키시 역)까지 7.1 km에 걸쳐 역이 없었다.
- 1928년 11월 1일: 신케이한 철도 다카쓰키초 ~ 교토사이인 역(현, 사이인 역) 구간 연장과 동시에 영업 개시.
- 1930년 9월 15일: 회사 합병으로 게이한 전기철도 신케이한 선의 역이 됨.
- 1943년 10월 1일: 회사 합병으로 게이한신 급행전철(현, 한큐 전철)의 역이 됨.
- 1949년 12월 1일: 신케이한 선이 교토 본선으로 노선명이 변경되어, 당 소속이 됨.
- 1963년
  - 4월 24일: 고가화 공사로 인하여 도카이도 신칸센의 선로를 차용하여 임시 승강장을 두고 영업.
  - 12월 29일: 고가선 준공, 현 플랫폼으로 이설.
- 2001년 3월 24일: 플랫폼 연장으로 인한 8량 편성 대응 승강장이 된다.

## 역 구조
도카이도 신칸센의 선로를 따라서 상대식 승강장 2면 2선을 갖는 고가역이다. 미나세 역 방향에서는 신칸센 열차가 잘 보인다. 분기기, 절대 신호를 갖지 않아 정류장으로 분류된다. 개찰구는 지상부에 있는 교토 부도 67호(사이고쿠 가도)에 면한 1개소 뿐이다.

### 승강장
| 번호 | 노선        | 방향 | 행선                                                               |
| ---- | ----------- | ---- | ------------------------------------------------------------------ |
| 1    | ■ 교토 본선 | 상행 | 가쓰라・아라시야마・가라스마・교토 방면                            |
| 2    | ■ 교토 본선 | 하행 | 오사카 (우메다)・아와지・덴가차야・기타센리・고베・다카라즈카 방면 |

## 역 주변
역 주변은 한때 야마자키 숙소가 놓인 역참 마을로 양쪽에 산이 육박하고 게이한 간에서는 평지의 폭이 좁은 장소이다. 그 협착부에 가쓰라강, 우지강, 기즈강의 세 강이 흘러, 현지에서 합류하는 요도강이 되었다. 게이한 간을 달리는 철도는 본 역 부근에서 집결, 한큐 교토 본선의 옆으로 JR 도카이도 본선(JR 교토 선)과 도카이도 신칸센이 보통 주행하고, 요도강 사이에 둔 대안도 게이한 본선이 통과하고 있다.
JR 교토 선 야마사키역은, 250m 정도의 거리로 두 역간의 환승객이 많은 편이다.
- 야마자키 전투 흔적
- 미나세 신궁
- 사쿠라이 역 자취
- 간다이묘진사
- 다이안
- 아사히 맥주 오야마자키 산장 미술관
- 오야마자키 정 역사 자료관
- 호샤쿠지
- 야마자키쇼텐
- 덴노 산
- 오야마자키 기와 가마(국가 지정 사적)
- 산토리 야마자키 증류소
- 야마자키 역전 우체국
- 요도강
- 오사카 염공
- 옛 사이고쿠 가도(교토 부도 67호 니시쿄타카쓰키 선)
- 국도 제171호선

## 인접역
| 한큐 전철 ■ 교토 본선    | 한큐 전철 ■ 교토 본선 | 한큐 전철 ■ 교토 본선                |
| ------------------------ | --------------------- | ------------------------------------ |
| HK-74 미나세 우메다 방면 | ■ 준급 ■ 보통         | 니시야마텐노잔 HK-76 가와라마치 방면 |